# Reisbach (Saarwellingen)
Reisbach ist ein Ortsteil (Gemeindebezirk) der Gemeinde Saarwellingen im Landkreis Saarlouis im Saarland. Bis zur Gebiets- und Verwaltungsreform im Saarland 1974 war Reisbach eine eigenständige Gemeinde.

## Lage
Reisbach liegt an den südlichen Ausläufern des Hoxbergs. Nördlich von Labach liegt die Burgstelle der Alten Burg.

## Geschichte
Die Gemeinde Reisbach wurde am 1. April 1937 als Zusammenschluss der Orte Reisweiler und Labach gegründet. Der Name der neuen Gemeinde ist als Kofferwort aus den Namen der beiden Orte zusammengesetzt.
Die erste urkundliche Erwähnung des Ortes Reisweiler war 1154. Der Name ist zusammengesetzt aus Radi (germanisch Dorfvorsteher, Sippenvater) und dem Suffix -ville, was so viel wie Ackerland oder auch Ansiedlung bedeutet. Reisweiler war also Das Ackerland des Radi oder Radis Siedlung.
Labach wurde zum ersten Mal im dreizehnten Jahrhundert als Loubach urkundlich erwähnt. Der Name Labach setzt sich aus Loup (Laub) und Bach zusammen, Labach ist also der Laubbach.
Die Aptissin des Klosters Fraulautern, Helena von Ratsamhausen veranlasste 1763 anlässlich der Verpachtung des Labacher Hofes den Bau der Kapelle neben der Hofmühle. 1895 ließ der damalige Besitzer Ruff aus Lisdorf die baufällige Kapelle abreißen. Die folgende Besitzerfamilie Fontaine erfüllte 1933 die beim Kauf gemachte Auflage zum Wiederaufbau.
Am 1. Januar 1974 wurden Reisbach, Schwarzenholz und Saarwellingen zur Gemeinde Saarwellingen zusammengelegt.

## Politik

### Ortsvorsteher
Derzeitiger Ortsvorsteher ist Sven König (SPD, seit 2024). Seine Vorgänger waren Felix Hedrich (SPD, 2019–2024), Heinrich Bauer (CDU, 2004–2019), Alfred Bettscheider (CDU, 1989–2004), Johann Schneider (FDP, 1979–1989) und Rudolf Birringer (CDU, 1974–1979). Vor der Gebietsreform 1974 war Reisbach eine selbständige Gemeinde. Letzter Bürgermeister war Leopold Schneider als Nachfolger von Theodor Klein.

### Wappen
|  | Das Wappen von Reisbach zeigt einen grünen Schrägrechtsbalken in Gold, darüber links einen roten, kreuzweise geteilten Kreis und darunter rechts ein rotes Ankerkreuz. Es spiegelt die Herrschaften der beiden Ortsteile wider: Der Schrägrechtsbalken steht für die Herren von Saarbrücken (von Lisdorf), die Farben Rot und Gold stammen aus dem Wappen der Grafschaft Zweibrücken. Das obere Feld steht für Labach mit dem kreuzweise geteilten Kreis der Abtei Fraulautern, das untere Feld für Reisweiler mit dem Ankerkreuz der Herren von Bolchen. Das Wappen wurde Reisbach am 11. Mai 1964 verliehen. |

### Gemeindepartnerschaften
- Reisbach unterhält eine Partnerschaft mit dem gleichnamigen Markt Reisbach in Niederbayern.

## Wirtschaft und Infrastruktur
Zur Zeit der Industrialisierung galt Reisbach als Bergmannsbauerndorf, da die meisten Männer des Ortes als Bergleute und Nebenerwerbsbauern tätig waren. Aktuell gibt es nur noch wenige hauptberufliche Bauern. Die meisten Bewohner sind im Dienstleistungsgewerbe tätig. Im Ort sind ein Allgemeinarzt, eine Kfz-Werkstatt, ein Entsorgungsfachbetrieb, ein Supermarkt, verschiedene Gastronomiebetriebe und weitere Betriebe ansässig. Neben der Grundschule befinden sich eine Mehrzweckhalle (Lohwieshalle), die von den Sport- und Kulturvereinen genutzt wird, ein Kunstrasenplatz und Tennisplätze.
In Reisweiler befindet sich das Pfarrzentrum St. Marien mit Pfarrkirche, Pfarrhaus und neuem Pfarrheim.
Wegen des Kohleabbaus unter dem Ort wurde als Sicherungsmaßnahme die Kirche auf Hydraulikzylindern gelagert, um die Erdbewegungen auszugleichen. Im Vorfeld dieses Umbaus wurde eine Notkirche errichtet, die jetzt als Pfarrheim und Versammlungsraum genutzt wird.

## Persönlichkeiten
- Anton Tinnes (1899–1960), Geologe und Kommunalpolitiker

## Ortsansichten

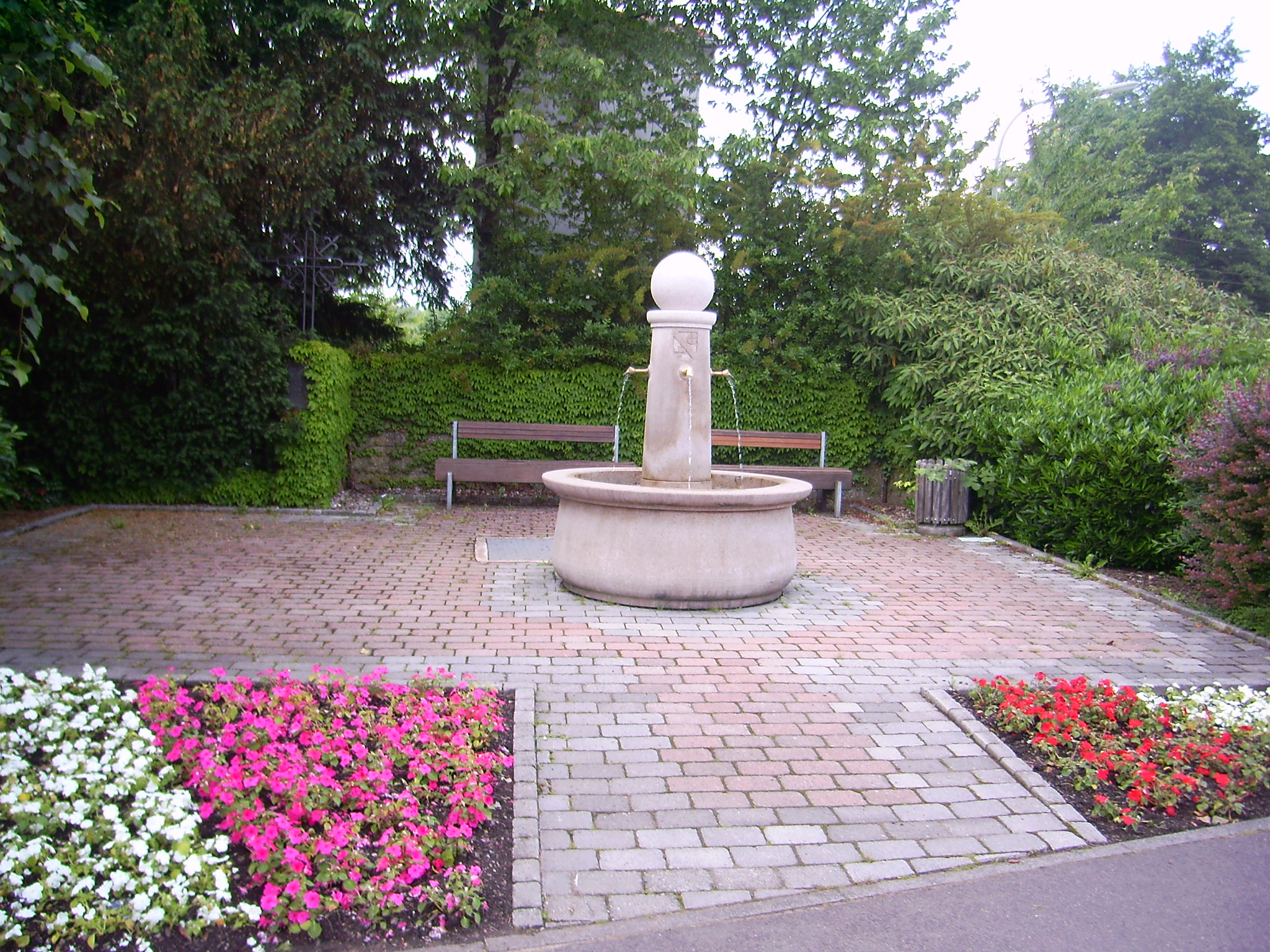
Ortsbrunnen
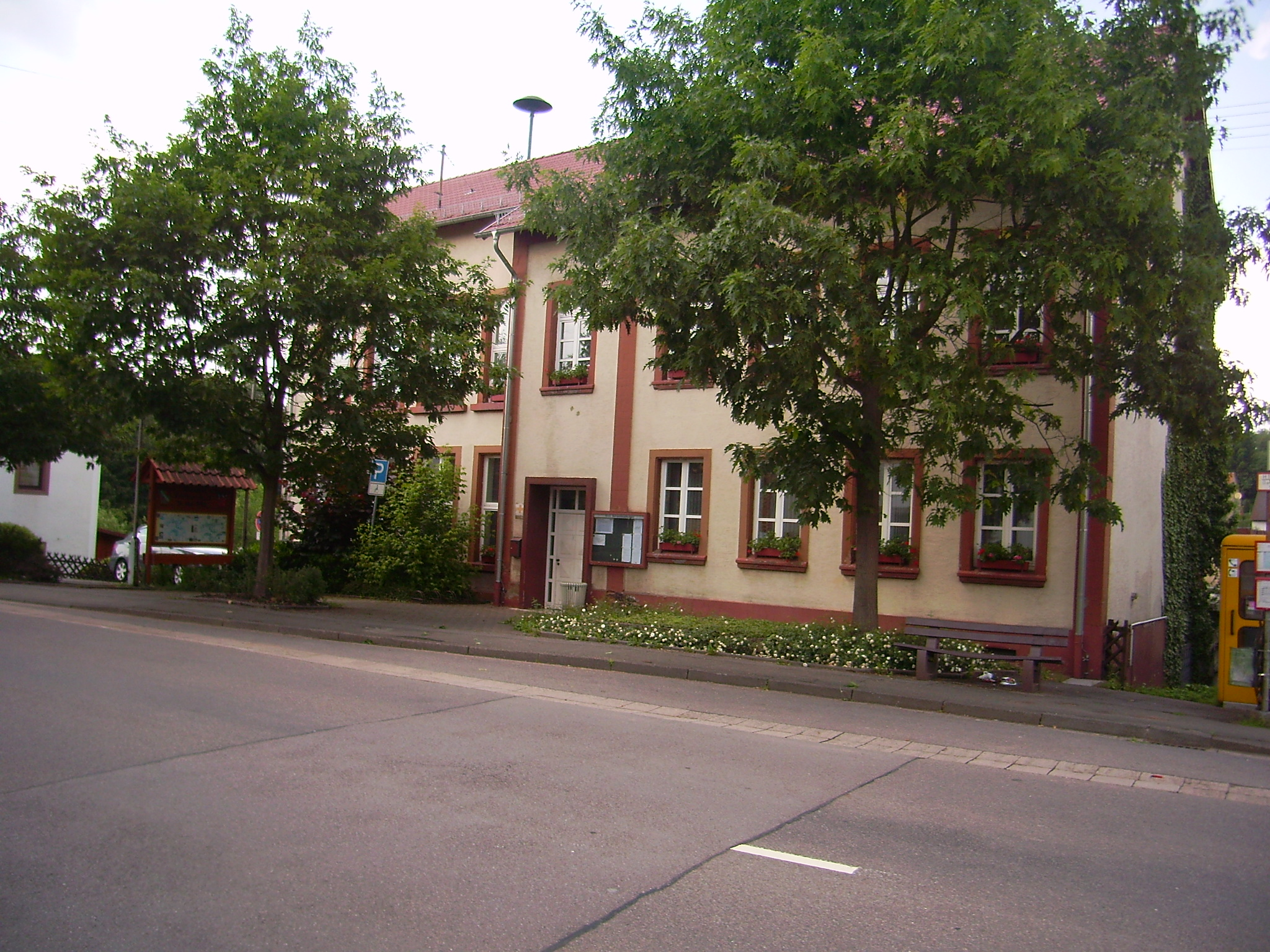
Dorfhaus
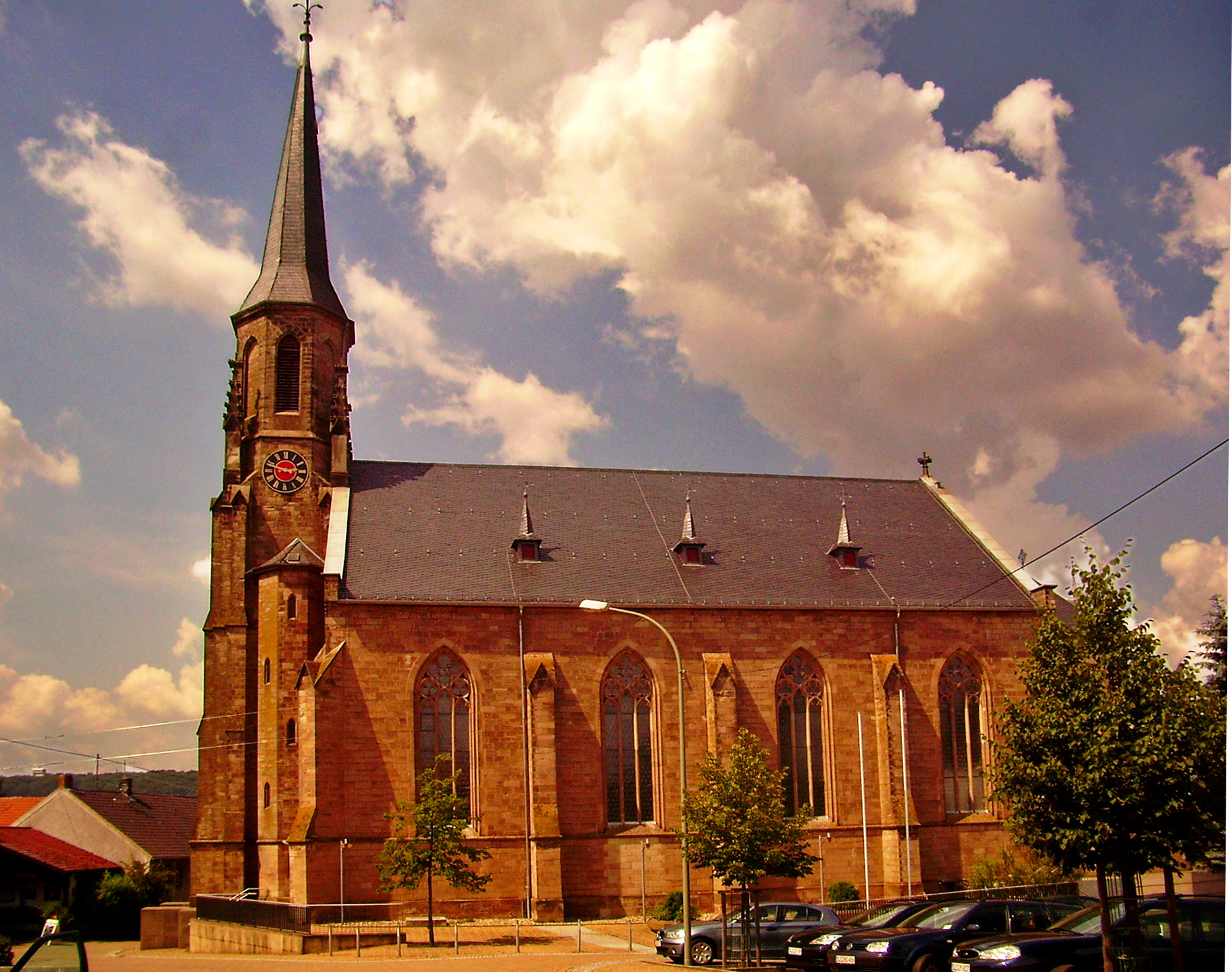
Kirche St. Marien Reisbach
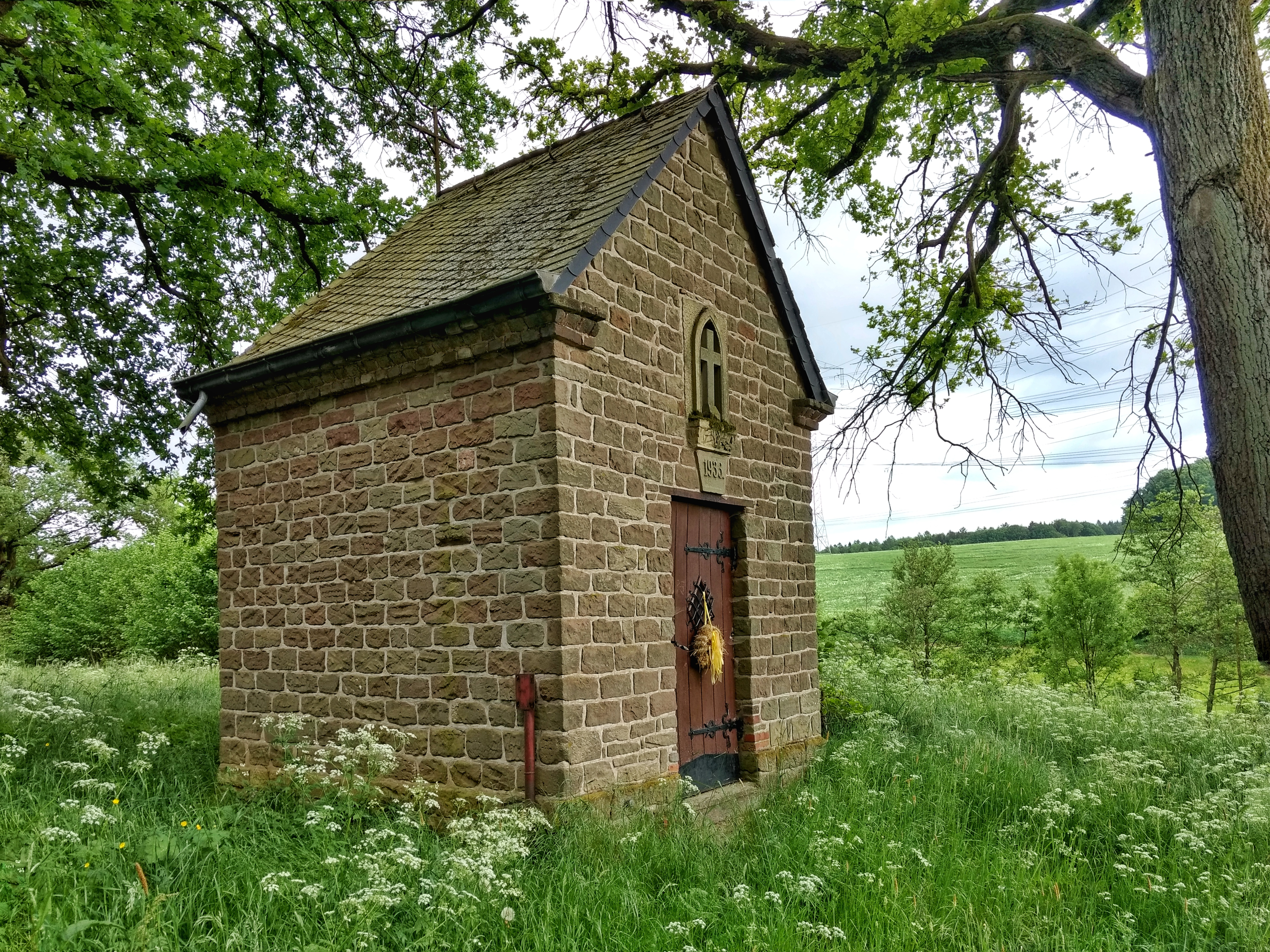
Annakapelle